# Саворњано (Порденоне)
Саворњано је насеље у Италији у округу Порденоне, региону Фурланија-Јулијска крајина.
Према процени из 2011. у насељу је живело 996 становника. Насеље се налази на надморској висини од 24 м.